# Sede de la Real Academia de Jurisprudencia y Legislación
La Sede de la Real Academia de Jurisprudencia y Legislación es un edificio con el estatus de Bien de Interés Cultural desde 1998, situado en la calle del Marqués de Cubas, n.º 13, en Madrid. 

## Descripción
El edificio se ubica en la calle del Marqués de Cubas, número 13, con vuelta a la calle de Los Madrazo, número 32, medianería con edificio de calle Los Madrazo, número 34, y medianería con edificio de calle Marqués de Cubas, número 15.
Fue construido en 1798 por el arquitecto Manuel Martín Rodríguez, sobrino y discípulo del arquitecto Ventura Rodríguez. El edificio, «trasformado mal que bien, al objeto de su actual destino, fue el antiguo depósito madrileño de la Real Fábrica de Cristales de La Granja».
Fue sede de la primera exposición de la Industria Española en 1828, más tarde fue compartido por la Escuela de Sordomudos y Ciegos y la Escuela de Ingenieros de Caminos, después pasó a ser Conservatorio de Artes, Dirección General de las Clases Pasivas y Caja General de Depósito. En 1905 se instaló definitivamente la Real Academia de Jurisprudencia y legislación, creada en 1730. Una parte de la fachada se retranquea formando una concavidad. En una hornacina de esa concavidad se aloja una gran escultura que representa a la Justicia. Sobre la figura, una lápida recuerda escuetamente dos fechas destacadas en la historia de la Academia: 1730, año de su fundación, y 1905, año de su traslado a este palacio. La portada sigue una disposición neoclásica, con balcón, frontis partido por el escudo real y columnas de piedra. Destacan su salón de actos y la escalera principal.

## Estatus patrimonial
El 27 de febrero de 1998 fue declarado Bien de Interés Cultural, en la categoría de conjunto histórico, mediante un decreto publicado el 13 de marzo de ese mismo año en el Boletín Oficial del Estado, con la rúbrica del entonces rey de España, Juan Carlos I de Borbón, y de la ministra de Educación y Cultura, Esperanza Aguirre.